# 茶擬白輪盾介殼蟲
茶擬白輪盾介殼蟲（学名：Pseudaulacaspis manni）为盾介殼蟲科擬白輪盾介殼蟲屬下的一个种。